# رونالدو بيريرا ألفيس
رونالدو بيريرا ألفيس هو لاعب كرة قدم برازيلي في مركز الدفاع، ولد في 16 نوفمبر 1977 في Goioerê ‏ في البرازيل. لعب مع نادي إنترناسيونال.